# Arrondissement de Wittemberg
L'arrondissement de Wittemberg est un arrondissement  ("Landkreis" en allemand) de Saxe-Anhalt  (Allemagne).
Son chef lieu est Wittemberg.

## Villes
(nombre d'habitants en 2010)
Einheitsgemeinden (toutes les communes de l'arrondissement de Wittemberg ont le statut de ville)
1. Annaburg (7 457)
2. Bad Schmiedeberg (8 993)
3. Coswig (Anhalt) (13 287)
4. Gräfenhainichen (13 301)
5. Jessen (Elster) (14 944)
6. Kemberg (10 972)
7. Oranienbaum-Wörlitz (8 695)
8. Wittemberg (46 496)
9. Zahna-Elster (9 925)